# Surabaya Johnny
A Surabaya Johnny a Happy End című háromfelvonásos zenés színdarab egyik ma is népszerű dala. A darab szerzői Kurt Weill, Elisabeth Hauptmann és Bertolt Brecht, zeneszerzője Kurt Weill. 1929. szeptember 2-án mutatta be Berlinben a Theater am Schiffbauerdamm. 1977-ben a Broadwayen mutatták be, ahol 75 előadással indult.
Surabaya pedig egy város Indonéziában, Jáva szigetén; az ország második legnagyobb városa.
A dal refrénje:
Sok volt a szó, Johnny,

Mind aljas volt, Johnny,

És becsapott csúnyán, Johnny,

Semmit se mondj!

Hű de mocsok vagy, Johnny

Ahogy állsz, vigyorogsz, Johnny,

Pofádból vedd ki a pipát, te rongy!

Surabaya Johnny, mért vagy ily rohadék?

Surabaya Johnny, hogy szeretlek, ó te nagy Ég!

Surabaya Johnny, kínból mért nem elég?

Nincs benned szív, Johnny, de az én szívem ég!
Fordította: Eörsi István
Lotte Lenya, Nina Hagen, Marianne Faithfull, Ute Lemper, Hanna Schygulla és Ruttkai Éva is elénekelte.